# The Conscious Sedation
The Conscious Sedation est le premier album studio du groupe System Divide. Ce groupe est un groupe israélien, belge et américain.
C'est un projet parallèle du chanteur d'Aborted, Sven de Caluwé et de l'ex-chanteuse du groupe Distorted, Miri Milman qui décida de quitter son groupe en 2008.

## Liste des titres
| No  | Titre                  | Musique | Durée |
| --- | ---------------------- | ------- | ----- |
| 1.  | Vagaries of Perception |         | 3:48  |
| 2.  | An Intoxicating Affair |         | 3:12  |
| 3.  | Echoes                 |         | 4:33  |
| 4.  | The Apex Doctrine      |         | 3:27  |
| 5.  | Lethargy               |         | 3:46  |
| 6.  | (n)Ether               |         | 4:26  |
| 7.  | Hollow                 |         | 3:58  |
| 8.  | Purity In Imperfection |         | 4:13  |
| 9.  | Repent/Forget          |         | 4:33  |
| 10. | The Conscious Sedation |         | 3:37  |
| 11. | Stagnant Progression   |         | 7:00  |

Source.

## Composition du groupe
- Miri Milman - Chant.
- Sven "Svencho" de Caluwé - Chant.
- Michael Wilson - Guitare solo & rythmique.
- Cole Martinez - Guitare rythmique & solo.
- Andrew Lenthe - Basse
- Mike Heller - Batterie.

## Sources
1. ↑  , allmusic.com